# Régiment de La Reine dragons
Pour les articles homonymes, voir régiment de La Reine.
Le régiment de La Reine dragons est un régiment de cavalerie français d'Ancien Régime créé en 1673 sous le nom de régiment d’Hocquincourt dragons devenu sous la Révolution le 6e régiment de dragons.

## Création et différentes dénominations

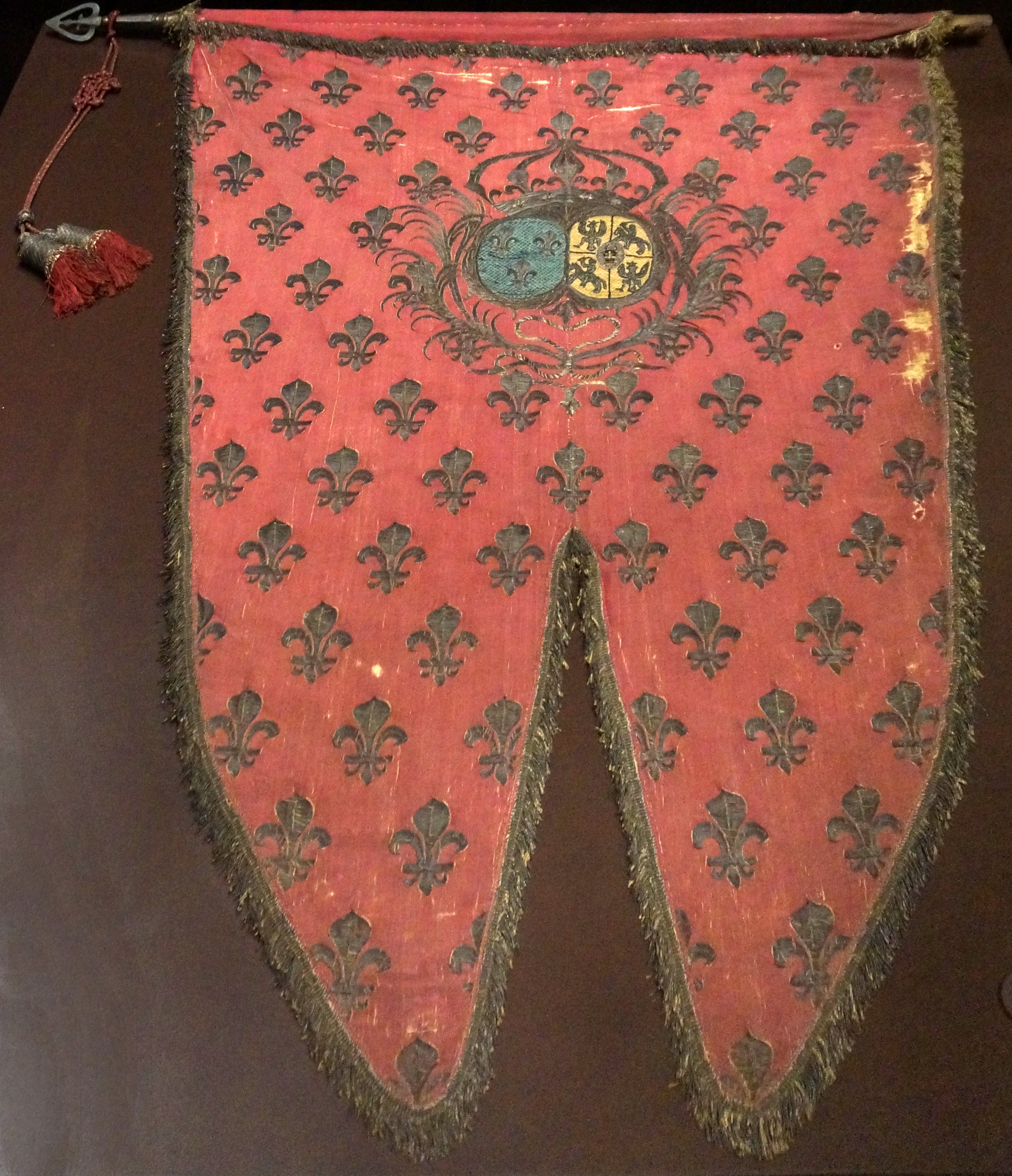
Guidon exposé au Musée de l’Armée.

- 14 septembre 1673 : création du régiment d’Hocquincourt dragons
- 31 juillet 1675 : renommé régiment de La Reine dragons
- 1er janvier 1791 : renommé 6e régiment de dragons
- 1814 : renommé régiment des dragons de Monsieur
- 1815 : renommé 6e régiment de dragons
- septembre 1815 : licencié

## Mestres de camp et colonels
- 14 septembre 1673 : Gabriel de Monchy, chevalier puis comte d'Hocquincourt, † 23 juillet 1675
- 31 juillet 1675 : Jacques René de Brizay, vicomte d’Enonville, brigadier le 30 mars 1683, maréchal de camp le 10 mars 1690, † septembre 1710
- 3 février 1685 : N. Nicolaï, chevalier de Murçay
- 1er septembre 1692 : Gabriel Étienne Louis Texier, marquis d’Hautefeuille, maréchal de camp le 26 octobre 1704, lieutenant général des armées du roi le 1er octobre 1718, † 14 juin 1743
- 26 février 1704 : N., marquis d’Orival
- novembre 1731 : Henri Lambert d’Herbigny, marquis de Thibouville, † 1784
- janvier 1734 : Gaspard Gilbert de Chabannes, comte de Pionsac appelé marquis de Chabannes, né le 7 septembre 1685, brigadier de dragons le 1er août 1734, † 1746[1]
- 11 juin 1740 : Joseph Durey de Sauroy, marquis du Terrail, déclaré brigadier en octobre 1744 par brevet expédié le 2 mai, maréchal de camp le 1er janvier 1748
- 1er janvier 1748 : Thomas Charles, comte de Morant, brigadier le 20 février 1761, déclaré maréchal de camp en décembre 1762 par brevet expédié le 25 juillet, † 18 octobre 1763
- 1er décembre 1762 : Emmanuel François de Grossoles, comte de Flamarens
- 13 avril 1780 : Jean Philippe de Franquetot, chevalier de Coigny
- 15 avril 1784 : Antoine Louis Marie de Gramont, duc de Guiche, † 28 août 1836
- 10 mars 1788 : N., vicomte de Machault
- 25 juillet 1791 : Louis Marthe de Gouy d’Arcy
- 5 février 1792 : Marc Pierre de La Turmelière* 25 mars 1792 : Blaise Duval de Hautmaret
- 7 septembre 1792 : Adélaïde Blaise François Le Lièvre de La Grange
- 29 novembre 1792 : Jacques Delaistre de Tilly
- 27 juin 1793 : François Philibert Michel Pélicot
- 23 février 1794 : François Jourdan
- 6 mai 1794 : N. Vincent
- 1er juin 1794 : Jean Louis François Fauconnet
- 26 novembre 1796 : Jacques Lebaron
- 13 février 1807 : Cyrille Simon Picquet
- 27 février 1813 : Claude, baron Mugnier
- 1814 : Jean-Baptiste Saviot

## Historique des garnisons, campagnes et batailles

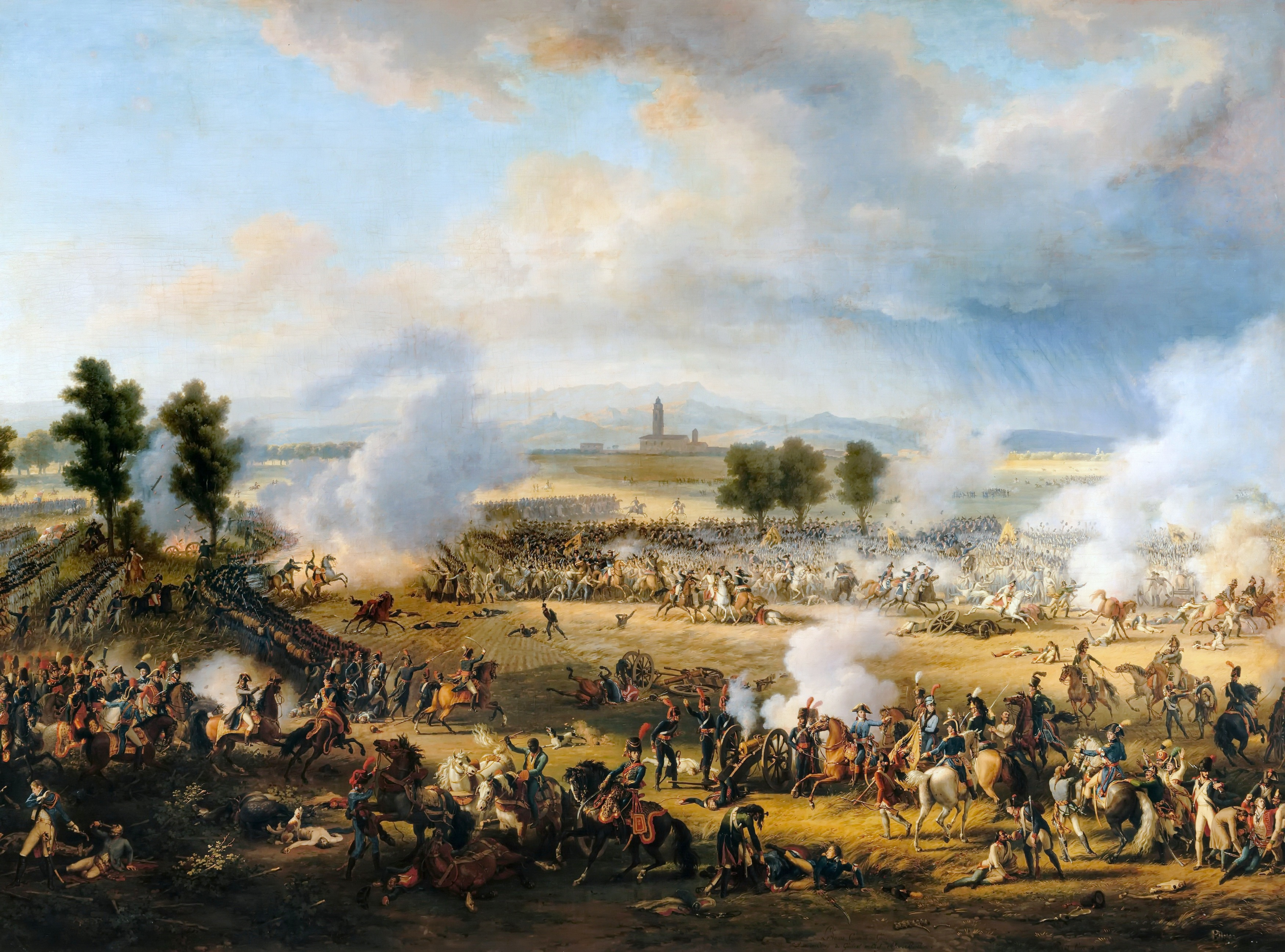
Bataille de Marengo, peinture de Louis-François Lejeune.

Louis XIV a toujours apprécié la condition militaire. Afin notamment de défendre les intérêts économiques de la France face aux grandes puissances européennes coalisées, tout en voulant montrer la magnificence du pays, il rassemble au fil des ans une armée considérable : certains parlent d'un soldat pour 20 adultes.
Les dragons constituent alors une arme spéciale propre fort appréciée, entraînée à combattre aussi bien à pied qu'à cheval, et n'appartenant ainsi ni à l'infanterie ni à la cavalerie. Les dragons sont armés d'un sabre droit, d'un fusil de dragon (plus court que celui de l'infanterie) avec baïonnette, d'un pistolet d'arçon et d'un outil de génie (pelle, hache, scie). Les sous-officiers et trompettes disposent d'un deuxième pistolet au lieu du fusil.
Le 14 septembre 1673, un édit royal crée le service spécial de la reine Marie-Thérèse : un régiment de dragons qui, en raison de son affectation particulière prend le nom de « dragons de la reine ». Le chevalier d'Hocquincourt, son premier maître de camp, reçoit l'ordre du roi Louis XIV de lever ce régiment à Philippsburg, sur les bords du Rhin près de Spire (Speyer), alors place française.
Ce régiment est constitué de quatre escadrons à deux compagnies chacun. Chaque compagnie compte un capitaine, deux lieutenants, un tambour et cinquante à soixante dragons. L'effectif subit de fréquents changements suivant l'état de paix ou de guerre. Les deux premières compagnies prennent invariablement le nom de "Mestre de camp" et de "Lieutenance Colonelle", les autres prennent le nom de leur capitaine.

### Régiment d'Hocquincourt dragons

#### Guerre de Hollande
Ce corps, l'un des 4 régiments de dragons mis sur pied par l'ordonnance du 14 septembre 1670, a été formé par le chevalier d'Hocquincourt sous le nom de « régiment d'Hocquincourt dragons »
sous son nom. Le régiment participe à la guerre de Hollande, et son colonel Gabriel de Monchy, chevalier puis comte d'Hocquincourt ayant été tué le 23 juillet 1675 au combat de Gamshurst son régiment est alors devenu le « régiment de La Reine dragons » le 31 juillet suivant.

### Régiment de La Reine dragons

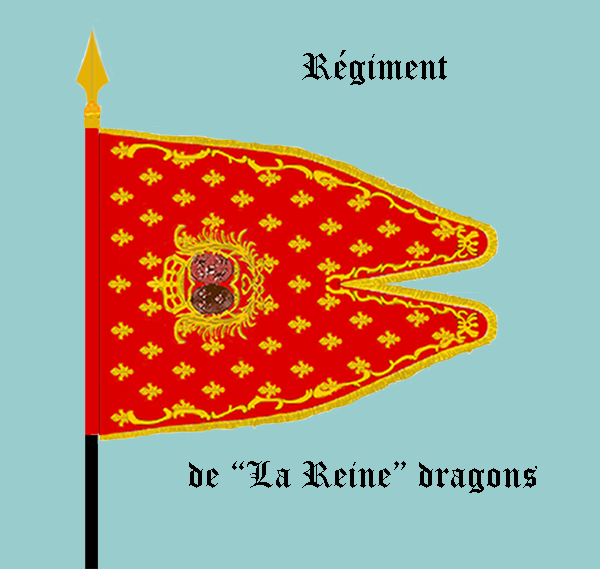
Guidon du régiment de La Reine dragons

#### Guerre de Hollande
Le régiment est alors complété à 12 compagnies de 60 hommes au moyen de compagnies tirées des régiments Royal dragons et de Colonel-Général dragons. Il porte l'habit rouge avec doublure et parements bleu -couleur distinctive des troupes royales- garnis d'agréments blancs de trois en trois des deux côtés, et le fameux bonnet à flamme rouge doublé de bleu, remplacé vers 1740 par le tricorne bordé d'argent à cocarde noire. Le bonnet est cependant conservé et posé sur la tête du cheval lors des revues. Selon Pierre Lemau de La Jaisse dans son sixième abrégé de la carte militaire de France, « Ce régiment a 4 guidons de soye rouge, soleil & les armes de la Reine au milieu, semez de fleurs de lys, brodez d'or et frangez d'or & d'argent ». C'est, par ordre de préséance, le 4e régiment, après « Colonel général » (futur 5e dragons), « Mestre de camp général » (futur 10e dragons) et « Royal » (futur 1er dragons).
Lors de la guerre dite de Hollande, il assure la défense aux frontières en Alsace avec Turenne. C'est là, le 16 juin 1674, qu'il reçoit son baptême du feu, en enlevant le village de Seintzheim aux coalisés. Turenne en fait un rapport au Roi des plus élogieux : « M. d'Hocquincourt avec ses dragons y fit très bien, y ayant gagné un poste près de la ville, et insensiblement jusques à la porte qui était proche des ennemis où il se posta, et a souvent soutenu de leurs charges. Il n'y a point de vieux régiments qui eussent pu faire mieux ». 

Il se trouve ensuite aux batailles d'Ensheim, où sa charge casse l'élan ennemi, et à celle de Mulhausen. Il passe l'hiver aux environs de Pontarlier, et, en 1675, il figure aux batailles de Turckheim, d'Altenheim, d'Haguenau et de Saverne.
On le voit en 1676 à la bataille de Kokersberg, en 1677 au siège de Fribourg, en 1678 à la bataille de Rheinfelden, où son mestre de camp est blessé, puis à celle de Seckingen, au passage de la Kinzig, devant Kehl et Lichtemberg, à la prise des retranchements d'Ortenberg et des ponts de Strasbourg puis en 1679, à la bataille de Minden.
Après l'adoption du traité de Nimègue, il connaît alors la paix, qu'il met à profit pour s'entraîner durant les manœuvres. En 1679, en vue de la réforme des troupes, Louis XIV prend une ordonnance qui précise que chaque compagnie de dragons sera composée de 144 dragons, commandée par un capitaine en chef et trois capitaines incorporés, qui auront chacun un lieutenant et un maréchal des logis. Chaque capitaine prendra soin de 36 dragons -dont deux brigadiers et un tambour- "au payement, entretènement, remonte et congés". Le capitaine aura 90 livres par mois, chacun des capitaines incorporés 60. Le lieutenant du capitaine en chef aura 55 livres et son maréchal des logis 27 tandis que les autres lieutenant percevront 45 livres et leur maréchal des logis 25. Chaque brigadier touchera 10 livres 10 sols, 9 livres pour les dragons et tambours. En outre le major du régiment touchera 90 livres par mois pour l'entretien du régiment et l'état major de certains régiments, dont la reine dragons, percevra un surplus de 300 livres par mois.

#### Guerre des Réunions
En 1681, il est au camp de la Sarre, à celui de la Saône en 1683, et en 1684 il couvre les opérations du siège de Luxembourg dans le cadre de la guerre des Réunions.
De 1685 à 1687, on le retrouve encore au camp de la Saône, mais aussi lors de quelques dragonnades - conversion plus ou moins forcée des protestants au catholicisme - du côté de Maintenon et Gallardon en 1685 ou vers Castres en 1689.

#### Guerre de la Ligue d'Augsbourg
A la reprise des hostilités en 1688, il est envoyé à l'armée du Rhin, fait 2 campagnes sur cette frontière, et arrive en Flandre en 1690 pour prendre part à la victoire de Fleurus. Les années suivantes, il est employé, tantôt à l'armée, tantôt à la surveillance des côtes de la mer du Nord.
Il s'illustre en juin 1692 au combat de Namur puis en août à la bataille de Steenkerque durant laquelle N. Nicolaï, chevalier de Murçay, colonel du régiment, est tué.
Le régiment se signale, en 1695, en attaquant l'arrière-garde du prince de Vaudémont aux environs de Gand et prend quatre étendards ennemis qui met la le régiment de La Reine dragons en évidence.
Le Régiment de La Reine dragons fait partie, en 1698, du grand camp de Compiègne ou les dragons de la Reine sont passés en revue, le 6 septembre 1698, par Louis XIV en personne et le roi Jacques II d'Angleterre.
.

#### Guerre de Succession d'Espagne
À la mort du roi d'Espagne en 1700, Louis XIV, beau-frère du défunt, se range du côté de son successeur désigné, ce qui amène la reformation d'une coalition anglo-allemano-hollandaise qui déclare une guerre à la France et à l'Espagne, toujours dans des buts purement économiques.
En 1701, au début de la guerre de Succession d'Espagne, il est attaché à l'armée du Rhin, et habituellement employé en tant qu'éclaireur.
En 1702, pendant la bataille de Friedlingen, il est chargé d'emporter Neubourg.
En 1703, il a fait les sièges de Kehl, de Brisach et de Landau, et prend part à la bataille de Spire.
Il est, en 1704, à la deuxième et malheureuse bataille d'Höchstädt.
En 1705 il sert sur la Moselle, occupe Trèves, contribue à la reprise des lignes de Wissembourg et se trouve au siège d'Haguenau.
De 1707 à 1712 il est à l'armée de Flandre. Il est employé en 1708 au ravitaillement de Lille où le maréchal de Boufflers était assiégé.
Il fait la campagne de 1713 en Allemagne avec le maréchal de Bezons.
La Reine dragons est dans la Drôme en 1726 avant de participer aux manœuvres dans la Meuse de 1727.

#### Guerre de Succession de Pologne
Il est au camp de la Sambre en 1732, et l'année suivante il rallie l'armée d'Italie dans le cadre de la guerre de Succession de Pologne. Sa présence est signalée dans cette guerre à la prise de Gera d'Adda, de Pizzighettone et de Milan, à Novare, à Tortone, à Colorno, de Parme et de Guastalla, de Reggio, de Reggiolo, de Revere, de Gonzague et de Guastalla. Rentré en France à la
paix de Vienne, au mois d'août 1738, il prend ses quartiers à Ornans.

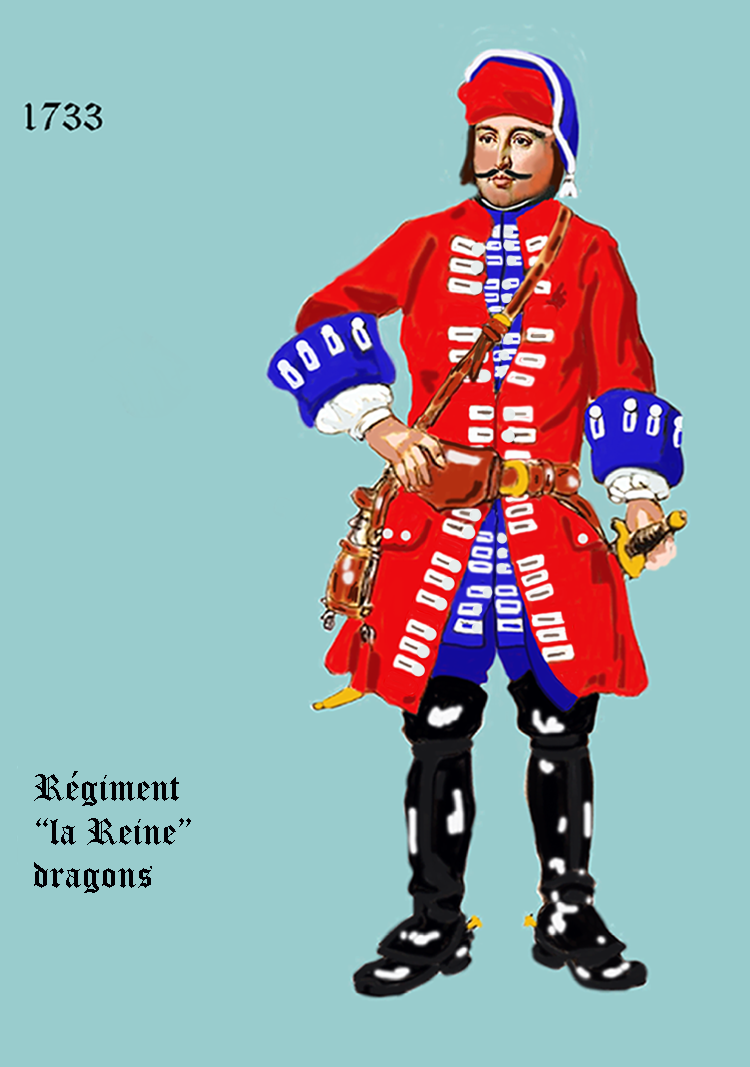
Régiment de La Reine dragons de 1733 à 1750

En 1740, le marquis du Terrail achète le régiment de La Reine dragons au prix fort de 50 000 écus, plus une rente viagère de 6 000 livres à son prédécesseur et, parait il, un pot-de-vin de 40 000 livres.

#### Guerre de Succession d'Autriche
En 1741, dans le cadre de la guerre de Succession d'Autriche le régiment de la Reine dragons fait partie de l'armée de Westphalie. Il quitte Bouillon le 31 août pour se rendre au camp de Juliers, passe en 1742 il est à Dingolfing en Bavière, où il connaît les affres du climat et la disette, puis en Bohême et se trouve au secours de Braunau et au ravitaillement d'Egra. C'est d'Egra, en janvier 1743 qu'il est parti pour rentrer en France en juillet 1743. Il achève cette campagne dans la haute-Alsace et en 1744 il retourne en Italie.
En 1744, Louis XV décide de reporter la guerre en Italie et il participe à la conquête du comté de Nice, puis il se trouve ensuite aux sièges de Demont et de Coni. Envoyé à Montauban après la campagne, il fait celle de 1745 sur le Rhin, retourne encore une fois en Italie en 1746 et assiste à la bataille de la Madona del Ulmo, au combat du Refudo, et à la bataille de Plaisance ou il est chargé, après la défaite, de couvrir la retraite des troupes françaises et se sacrifie, comme la consigne lui en a été donnée par le maréchal de camp, près de San Lazaro au prix de 9 officiers tués et 15 blessés, ainsi que 92 dragons tués et 126 blessés. Il assiste ensuite à la du Tidone.
Après quelques semaines en Provence, près du Cros de Cagne, le régiment est envoyé, en 1747, et sert sur les côtes de la Normandie, réparti entre Caen, Valognes et Coutances.

#### Période de paix
On le trouve en 1749 à Mézières et Charleville, en 1750 à Maubeuge, en 1751 à Dinan, en 1753 à Saint-Omer, en 1754 à Hesdin, au camp d'Aimeries et à Rouen.

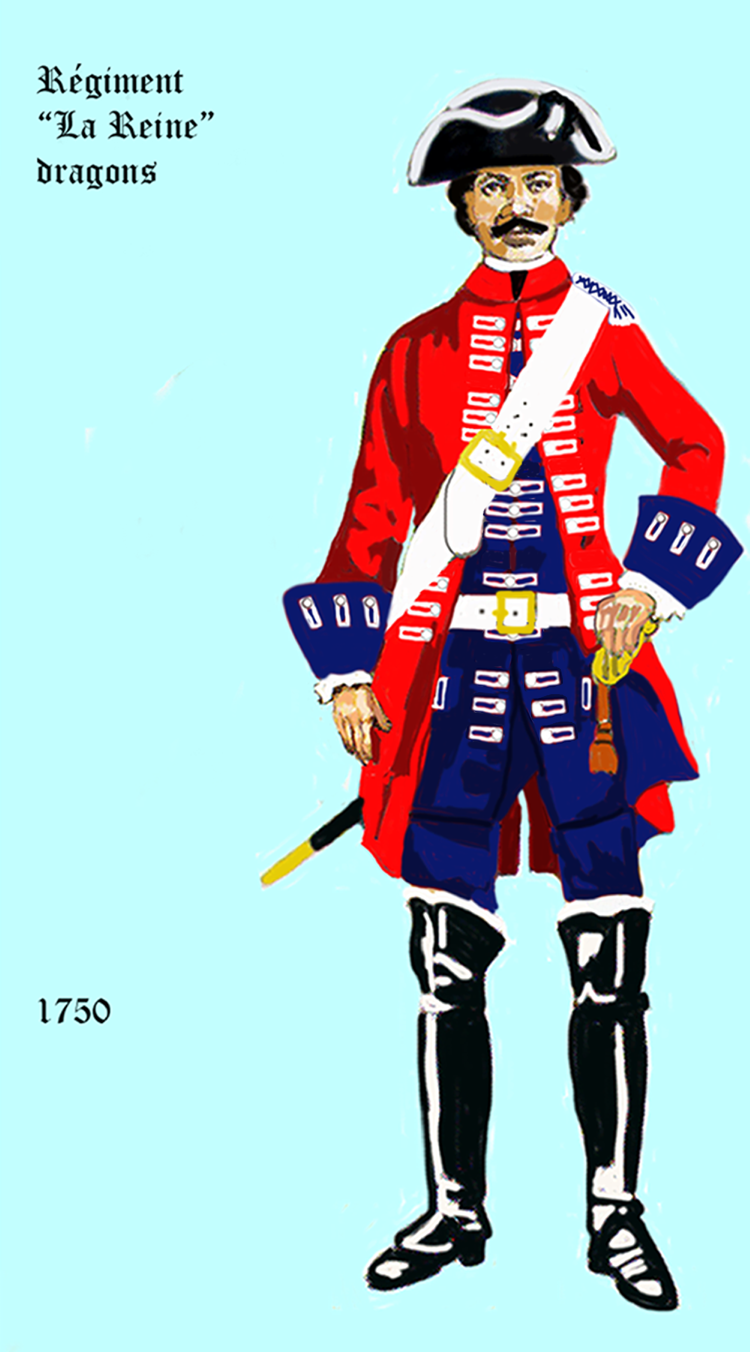
régiment de La Reine dragons de 1750 à 1762

#### Guerre de Sept Ans
En 1756 il est au camp de Vaussieux ou du Havre, puis à Bergues et Dunkerque, en 1758 à Libourne.
Pendant toute la guerre de Sept Ans, il est employé à la défense des côtes de l'Aunis, de la Guyenne et de la Flandre contre une possible invasion anglaise.
Depuis la paix de Versailles, on le trouve en 1763 à Lille, où il est réorganisé le 29 mars.

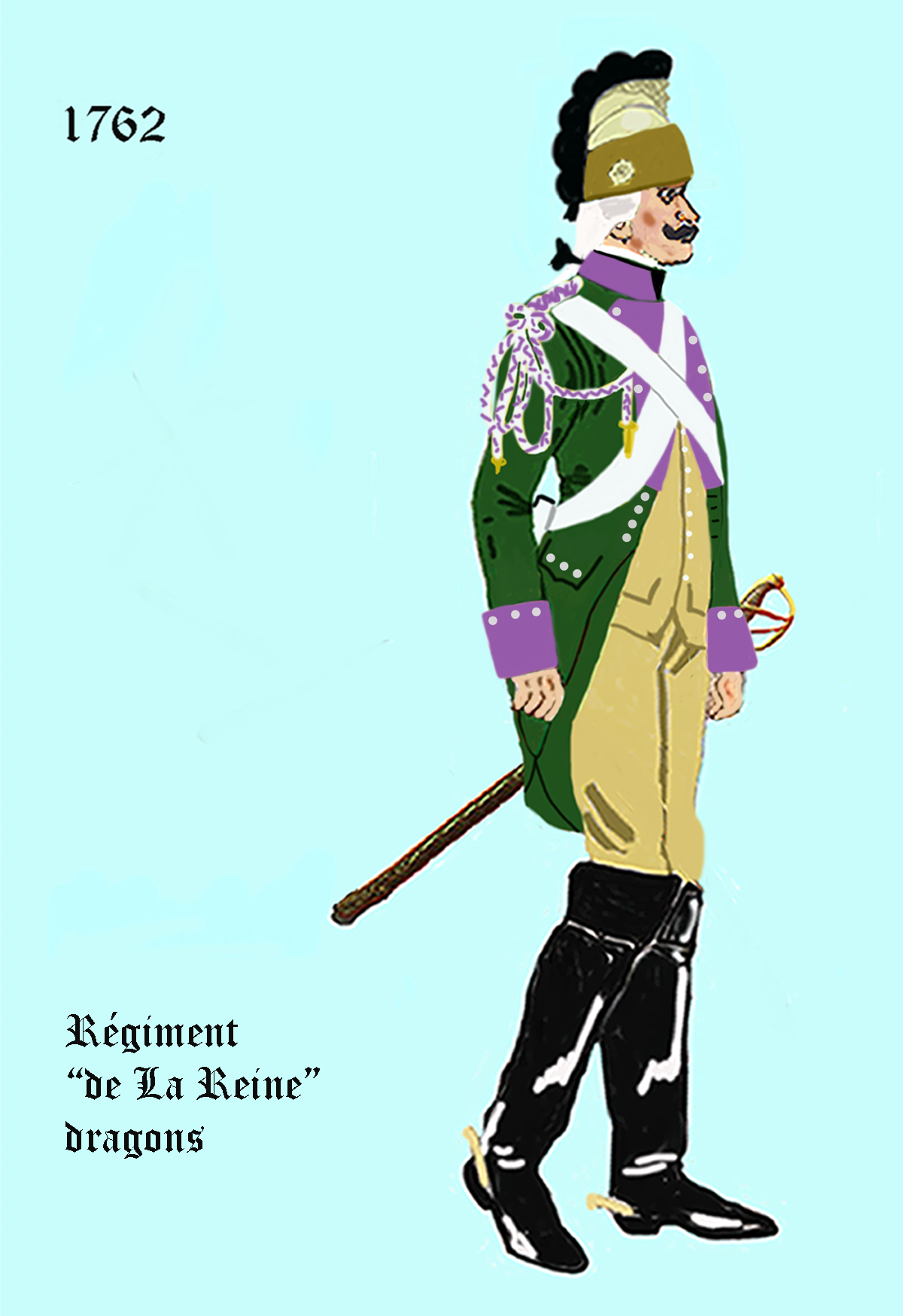
régiment de La Reine dragons de 1762 à 1763

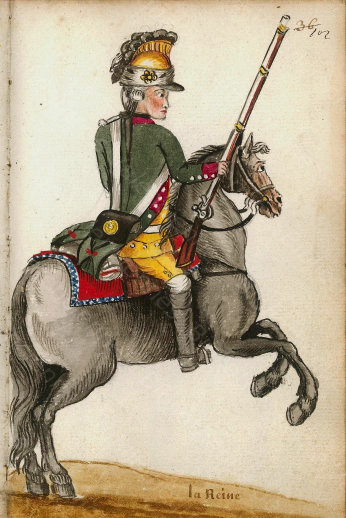
Dragon de la Reine 1774 - Bibliothèque de Valenciennes

Le 25 avril 1767, le règlement arrêté par le roi sur l'habillement et l'équipement de ses troupes donne le casque en cuivre à crinière et l'habit vert en distinctive aux dragons. Les dragons de la Reine se reconnaissent alors par des parements cramoisis et des poches en travers garnies de trois gros boutons blancs, l'équipage du cheval est en drap rouge bordé d'un galon à la livrée de la reine. En avril 1773, une harmonisation sur tout le territoire porte la solde pour les régiments de dragons à 10 sous et 8 deniers par jour aux maréchaux des logis, 6 sous et 2 deniers aux brigadiers, 5 sous et 2 deniers pour les dragons et tambours.

#### Période de paix
En 1766 il est à Philippeville, en 1767 à Redon, en 1768 à Auch, Bergerac et Pontivy, en 1770 à Besançon, en 1772 à Joigny, en 1774 à Douai, en 1776 à Joigny, où il reçoit le 1er escadron des chasseurs de la légion de Flandre, en 1778 à Bayeux, Séez et Argentan, en 1780 à Vesoul, en 1782 à Falaise, ensuite à Pontivy, en 1783 de nouveau à Falaise, en 1784 à Verdun, en 1788 à Laon puis en juillet de cette année, les dragons de la Reine sont envoyés sur Reims pour réprimer les émeutiers de la faim. À cette époque en effet la disette frappe en France, et le régiment est régulièrement envoyé pour disperser les rassemblements et permettre le ravitaillement des marchés.
 Cette période voit aussi les régiments de dragons réunis en brigade au sein de divisions. La Reine dragons forme la 5e brigade de dragons avec le régiment de Penthièvre dragons. Il est réduit à trois escadrons de 2 compagnies de 77 dragons plus 1 porte-guidon, commandées chacune par un capitaine assisté d'un lieutenant et d'un sous-lieutenant. Depuis une ordonnance de 1784, les dragons sont rattachés à la Cavalerie.
Il passe ensuite au camp de Saint-Omer, puis en 1791 à Troyes un instant, revient à Laon, et passe enfin en 1792 à Douai.
En juin 1786, un colosse de couleur s'engage pour six ans aux dragons de la Reine, sous le nom de jeune fille de sa mère. De son vrai patronyme Thomas de la Pailleterie, Thomas Dumas, deviendra plus tard général d'Empire. C'est le père de l'écrivain Alexandre Dumas, dont le célèbre roman Les Trois Mousquetaires est probablement inspiré de la vie du dragon et de trois de ses compagnons en service également au régiment et tous trois également futurs généraux d'Empire (Chrétien-Carrière, d'Espagne, Piston).
Ce dernier, Joseph Piston, engagé en 1772 et adjudant depuis 1784 se distinguera en Belgique en 1793. Il sera nommé lieutenant puis directement général sur le champ de bataille quelque temps après.

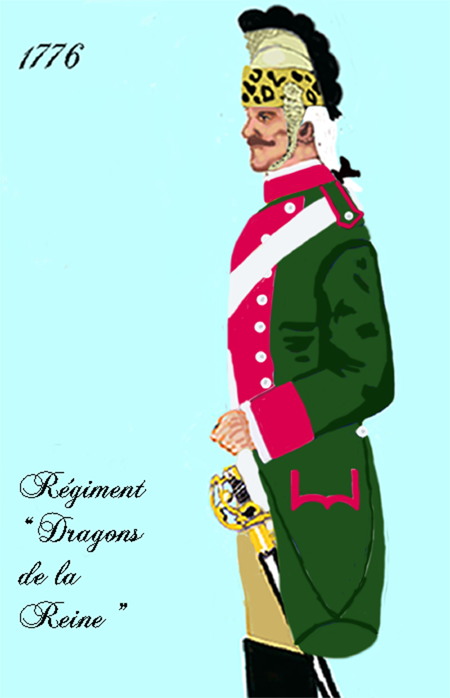
régiment de La Reine dragons de 1776 à 1779
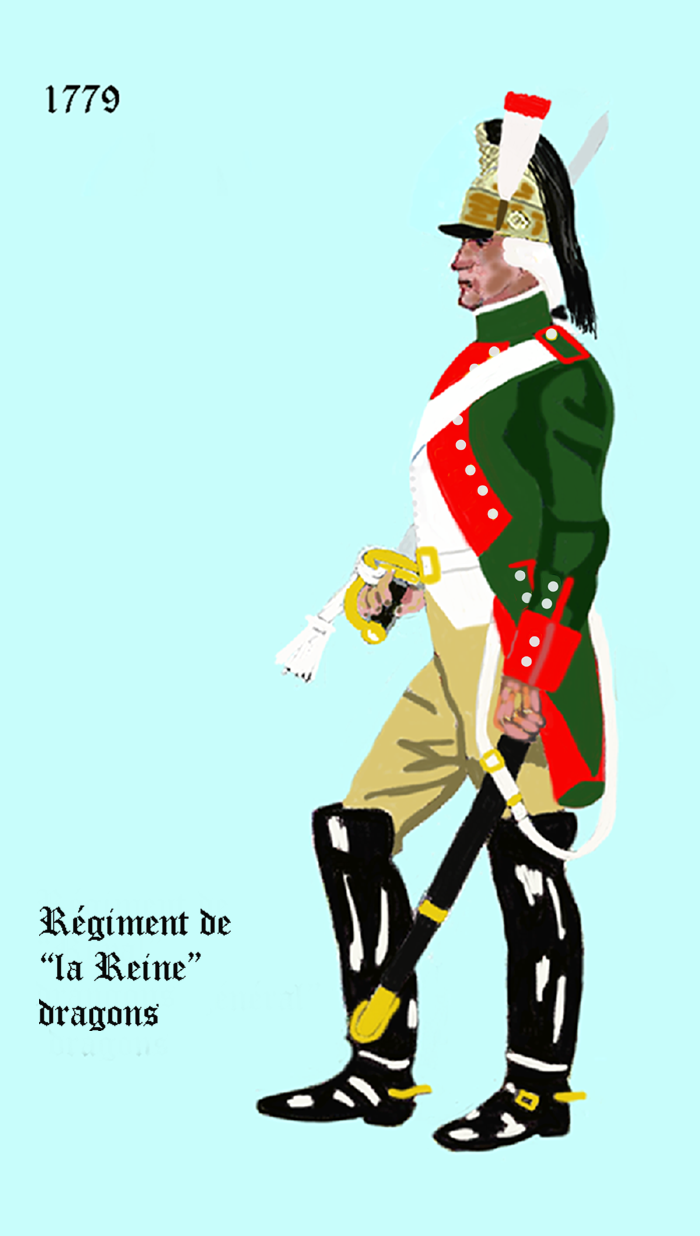
régiment de La Reine dragons de 1779 à 1786
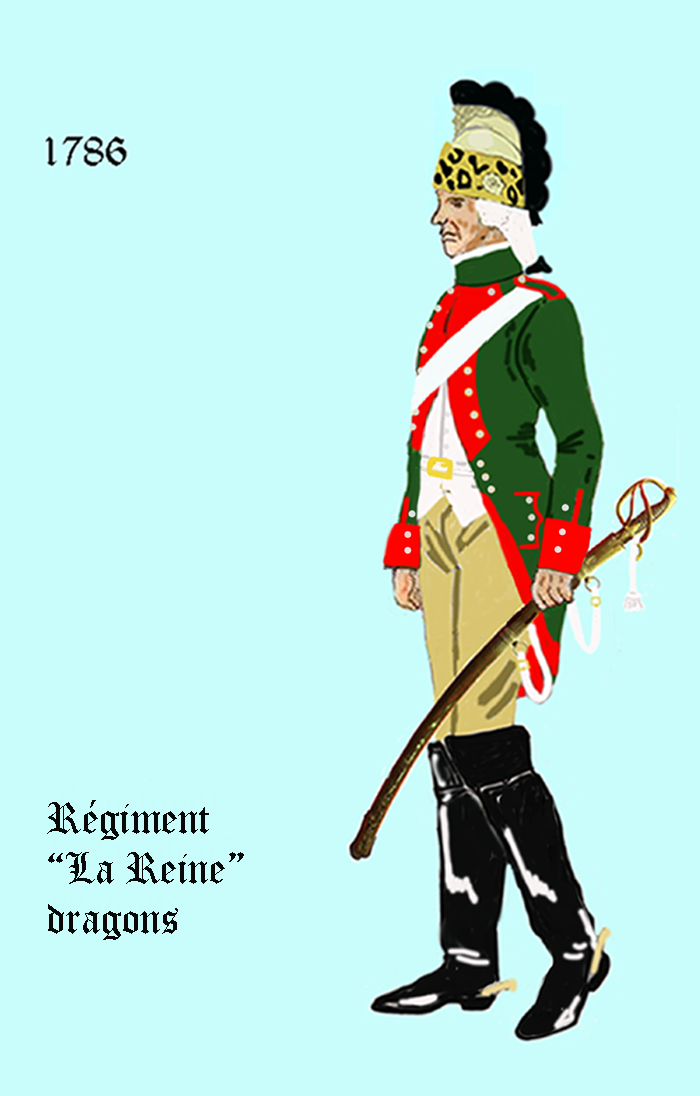
régiment de La Reine dragons de 1786 à 1791
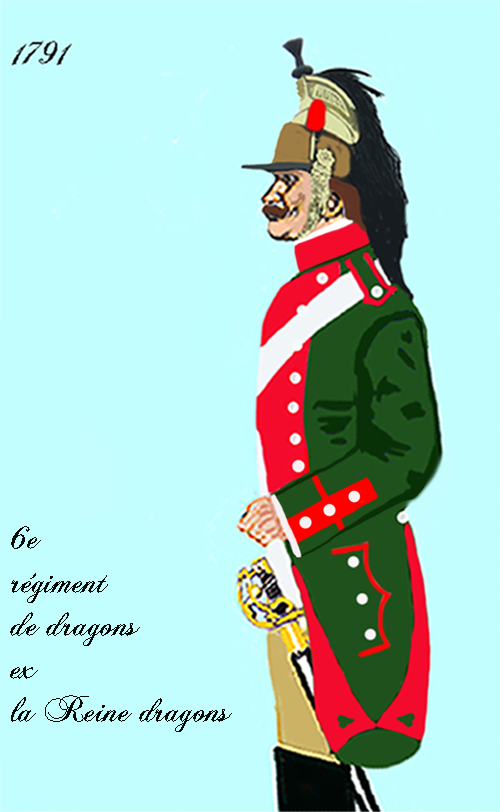
6e régiment de dragons après 1791

### 6erégiment de dragonsci-devant La Reine dragons
L'ordonnance du 1er janvier 1791 fait disparaître les diverses dénominations, et les corps d'infanterie ne sont désormais plus désignés que par le numéro du rang qu'ils occupaient entre eux. Ainsi le régiment de La Reine dragons devient le 6e régiment de dragons. Les régiments sont toutefois largement désignés avec le terme ci-devant, comme 6e régiment de dragons ci-devant La Reine dragons.

#### Guerres de la Révolution
Sous le titre de 6e dragons, le régiment a fait les trois premières campagnes de la République en Belgique. Le chef de brigade Vincent est tué près de Courtrai le 11 mai 1794, cinq jours
après avoir été appelé au commandement du corps.
Ainsi disparaît pour toujours le régiment de La Reine dragons, partageant le sort de tous ces vieux régiments qui depuis deux siècles avaient défendu si intrépidement la patrie contre toutes les coalitions.

## Personnages célèbres y ayant servi
- Jean-Pierre Altemayer dit Altemer alors dragon au régiment de La Reine-dragons
- Le chimiste et conventionnel montagnard Jean Henri Hassenfratz y servit comme géographe en 1781.
- Jacques Louis François Delaistre de Tilly (22/7/1749-10/1/1822) : Originaire de Tilly (Eure), devient Colonel du 6e dragons le 29 novembre 1792. Passé général de Division en décembre 1793. Il est nommé commandant en chef de l'armée par intérim le 11 octobre 1800. Finit sa carrière comme inspecteur général de la Cavalerie en 1813. Grand officier de la Légion d'honneur, son nom (Tilly) est inscrit sur un des piliers de l'Arc de Triomphe. Député du Calvados en 1815. C'est lui qui donnera son nom au quartier qu'occupait le 6e dragons à Évreux.
- Louis-Marthe Marquis de Gouy D'arcy (15/7/1753-5 Thermidor an 2 <23/7/1794>) : Capitaine (1774) puis Colonel (26/7/1791) au régiment de la Reine-dragons lors de sa transformation en 6e régiment de dragons. Membre de l'assemblée constituante, député de la colonie de St Domingue, il fut l'un des premiers à prôner l'abolition de l'esclavage. Mort guillotiné. Inhumé en fosse commune au cimetière de Picpus (Paris 12ème)
- Les quatre amis Alexandre Dumas, Jean Louis Brigitte Espagne, Louis Chrétien-Carrière de Beaumont et Joseph Piston, tous engagés sous l'Ancien Régime et devenus généraux sous la Révolution.
- Philibert Fressinet, incorporé en mars 1784, deviendra général de brigade, participera à l'expédition de St Domingue, nommé général de division et même ministre de la guerre en 1815. Etait Baron d'Empire. Son nom est inscrit sous l'Arc de triomphe.